# Herb gminy Lubomino
Herb gminy Lubomino – jeden z symboli gminy Lubomino.

## Wygląd i symbolika
Herb przedstawia na tarczy w polu błękitnym przedzielonym srebrną linią falistą (symbolizującą Pasłękę i Łynę) u góry złote insygnia biskupie (mitra i pastorał), natomiast na dole złotego bobra, nawiązującego do rezerwatu przyrody „Ostoja bobrów na rzece Pasłęce”.